# خان ارنبه
خان ارنبه یک منطقهٔ مسکونی در سوریه است که در استان قنیطره واقع و توسط اسرائیل اشغال شده است. خان ارنبه ۷٬۳۷۵ نفر جمعیت دارد.